# Monasterio de Santa Clara (Belorado)
El monasterio de Santa Clara de Belorado (provincia de Burgos, Comunidad de Castilla y León, España) es un cenobio de monjas Clarisas. Debido a que fue construido en un lugar conocido como Bretonera, también se le conoce como Monasterio de Nuestra Señora de Bretonera.
En 2015, en la aprobación por la Unesco de la ampliación del Camino de Santiago en España a «Caminos de Santiago de Compostela: Camino francés y Caminos del Norte de España», España envió como documentación un «Inventario Retrospectivo - Elementos Asociados» (Retrospective Inventory - Associated Components) en el que en el n.º 1235 figura el convento de la Bretonera.

## Historia
En 1358, un grupo de mujeres piadosas pasaron a la observancia de la Regla de Santa Clara y construyeron un monasterio bajo la advocación de Nuestra Señora de Bretonera, que fue arruinado por las guerras en 1458. En 1460 el Conde de Haro obtuvo bula pontificia para erigir un convento de la regla de Santa Clara y pocos años después se reparó el edificio y se reedificó la iglesia.
Durante la Guerra de la Independencia la comunidad se vio obligada a abandonar el monasterio, que padeció expolio y destrucción por parte de las tropas francesas. Debido a la desamortización de Mendizábal, las monjas perdieron todas sus propiedades; aunque pudieron subsistir con la ayuda de una dama de Belorado, doña Bonifacia del Campo. 
Posteriormente, la comunidad recuperó sus propiedades y, desde entonces, realiza diversas labores para su mantenimiento. Tras la última profesión solemne, en mayo de 2017, la comunidad estaba compuesta por 14 hermanas.

### Cisma de 2024
En 2024 la comunidad religiosa, compuesta por 16 monjas, decide salirse de la tutela del papa Francisco (al que no reconocen como legítimo, y tampoco a ninguno de los sucesores de Pío XII, para ellas último pontífice legítimo) y se someten al excomulgado por la Santa Sede, Pablo de Rojas Sánchez-Franco, fundador de la Pía Unión Sancti Pauli Apostoli, una orden religiosa semiindependiente vinculada a Iglesia palmariana, siendo su papa Pedro III (Joseph Odermatt). Aparte de las diferencias doctrinales, la abadesa del convento reprochaba a las autoridades eclesiales que no les permitieran la compraventa de propiedades inmobiliarias. Además, la Diócesis de Vitoria alegó una posible perpetuación en el poder por parte de la abadesa.
La abadesa sor Isabel de la Trinidad (de nombre Laura García de Viedma), Pablo de Rojas, José Ceacero y los líderes de Pía Unión Sancti Pauli Apostoli fueron excomulgados por la Iglesia católica en Burgos. Con respecto a las otras 15 monjas no se produciría ninguna excomunión sin hablar primero con cada una de ellas, mencionó el arzobispo de Burgos, Mario Iceta.
En junio de 2024, en un comunicado del arzobispado de Burgos, diez monjas fueron excomulgadas tras no presentarse al Tribunal eclesiástico. Las monjas declararon que cualquier pena o sanción canónica eran "nulas" una vez que se encontraban fuera del amparo de la Iglesia católica.
La Policía Nacional abrió una investigación contra la exabadesa por la presunta venta a título personal de 1,7 kilos de oro por 130 000 euros. Según la investigación, en 2020 las exmonjas de Belorado habrían invertido de forma especulativa unos 34 000 euros (sólo 300 gramos) en oro, mientras que el Obispado de Burgos aseguró poseer siete facturas de compraventa de oro (piezas propiedad de las entidades jurídicas canónicas Monasterio de Belorado y Monasterio de Derio) en julio y agosto de 2020 por más de 250 000 euros.
Las hermanas abieron a principios de 2025 el restaurante "Santa María del Chicu" con una considerable afluencia de visitantes que degustan platillos típicos. Esto les ha permitido sostenerse en el marco de las intervenciones a sus cuentas bancarias que realiza el Obispado y la Federación de Clarisas. Continúan siendo un solo monasterio con tres presencias, en Derio - Orduña, Belorado como sede central y la comunidad que trabaja en el restaurante. 
- Pablo de Rojas Sánchez-Franco
  - Sacerdocio (2005):
    - Asegura haber sido ordenado presbítero en 2005 por el antiguo jesuita Derek Schell (consagrado obispo en el Palmar de Troya en 1976).

  - Obispo (2006):
    - Fue ordenado obispo/cardenal por el obispo/cardenal palmariano Ricardo Subirón Ferrandis este a su vez fue ordenado por Pierre Martin Ngô Đình Thục.

## Iglesia
De estilo gótico y planta de cruz latina, el brazo mayor es una nave en cuatro tramos con bóvedas de crucería. Las claves están adornadas con el escudo de los Velasco, protectores del cenobio. 
La portada es de estilo plateresco, con escudo de los Velasco y una imagen de la Inmaculada.
Cuenta con retablos barrocos del siglo XVII y en el coro está la imagen de Nuestra Señora de Bretonera, así como un órgano de 1799.

## Galería

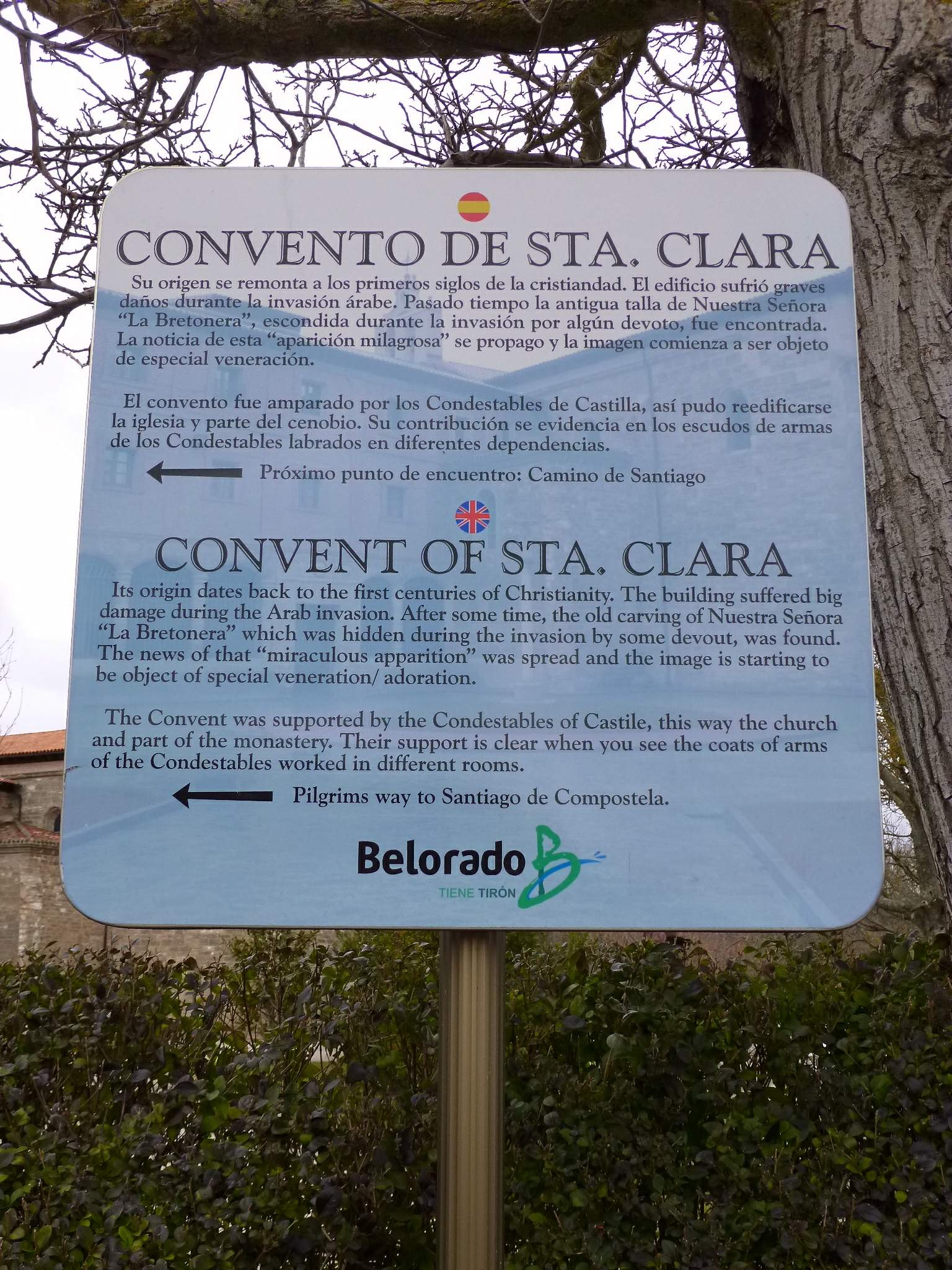
Cartel informativo
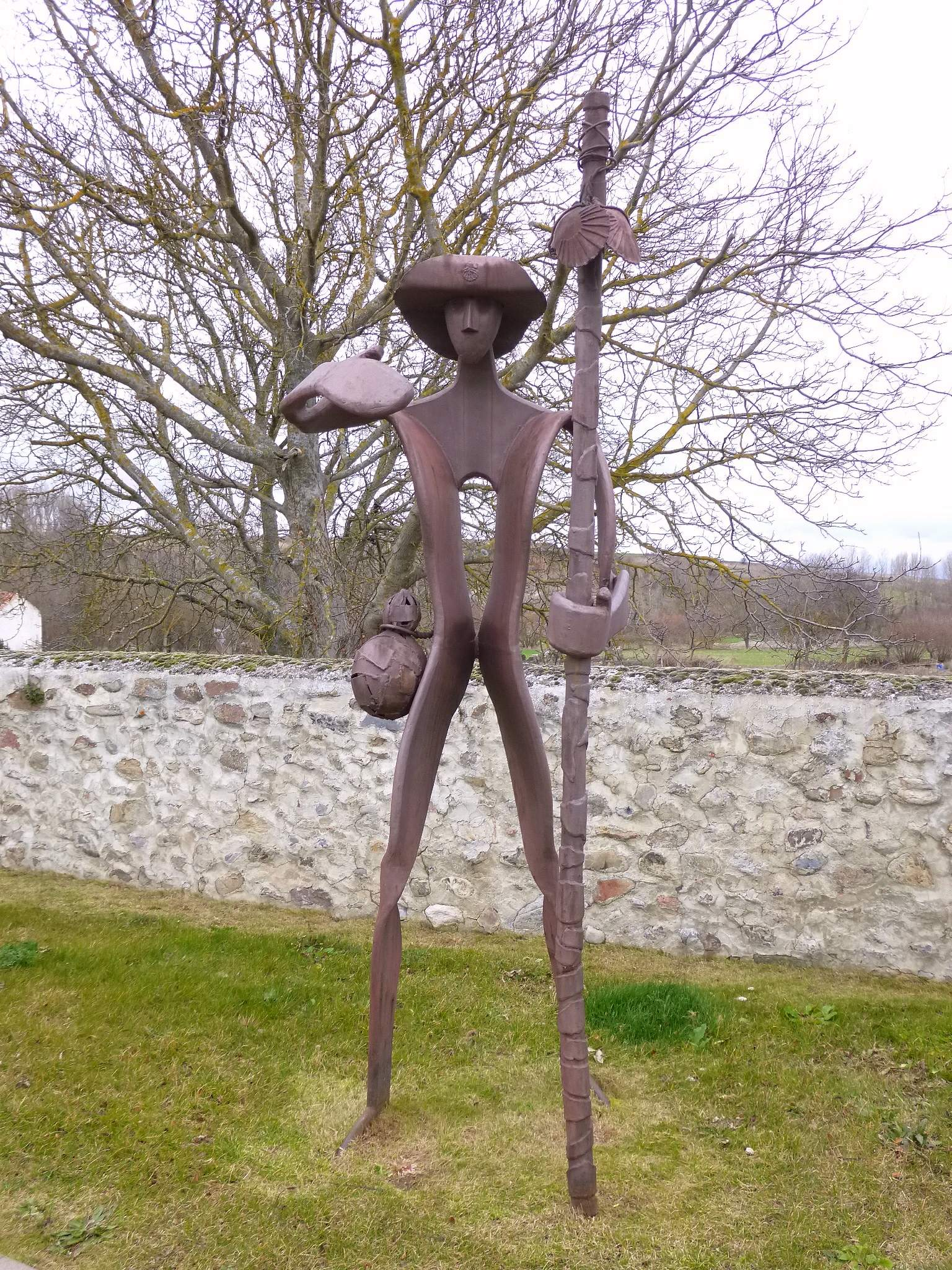
Escultura jacobea en el exterior
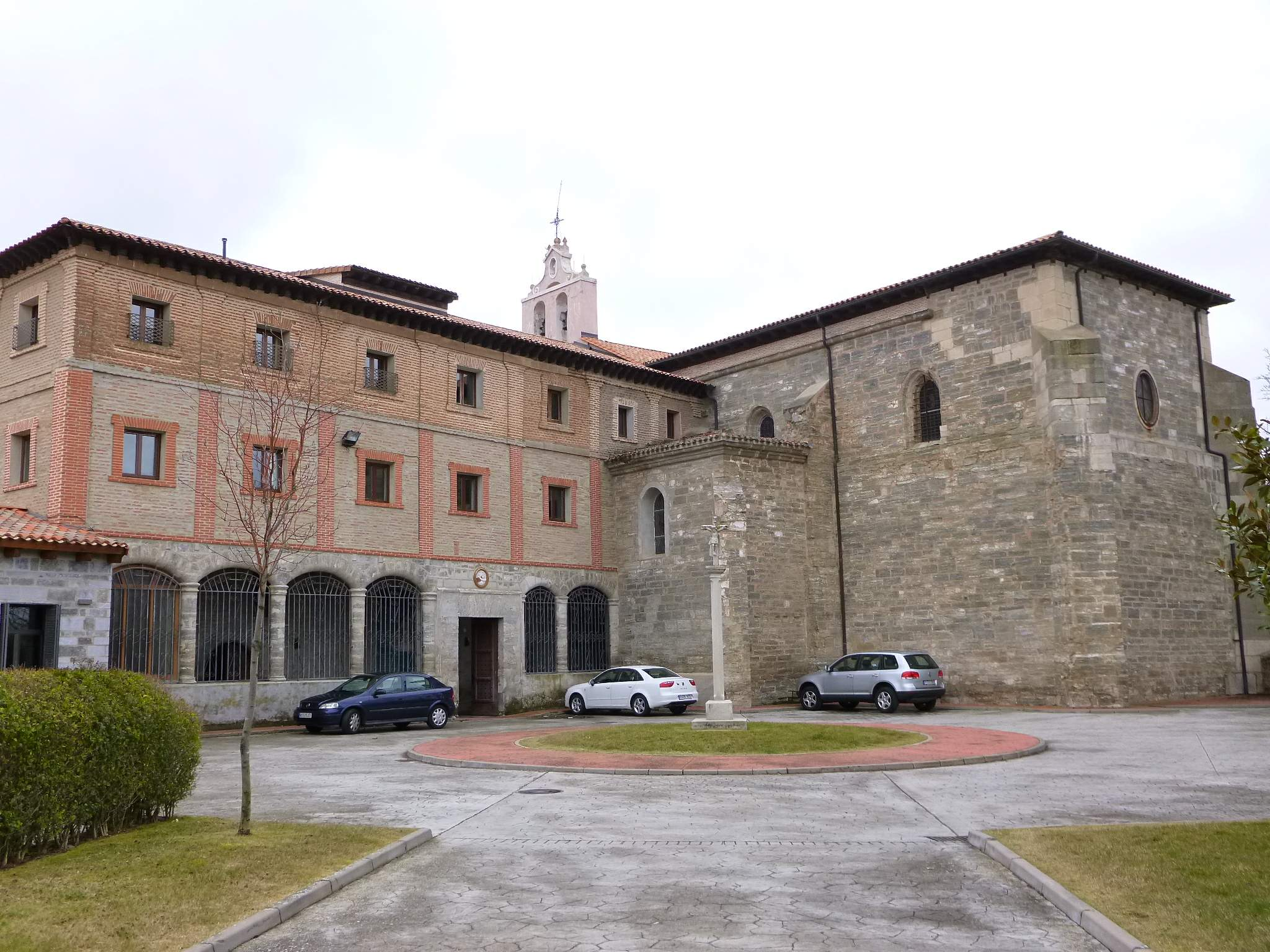
Exterior
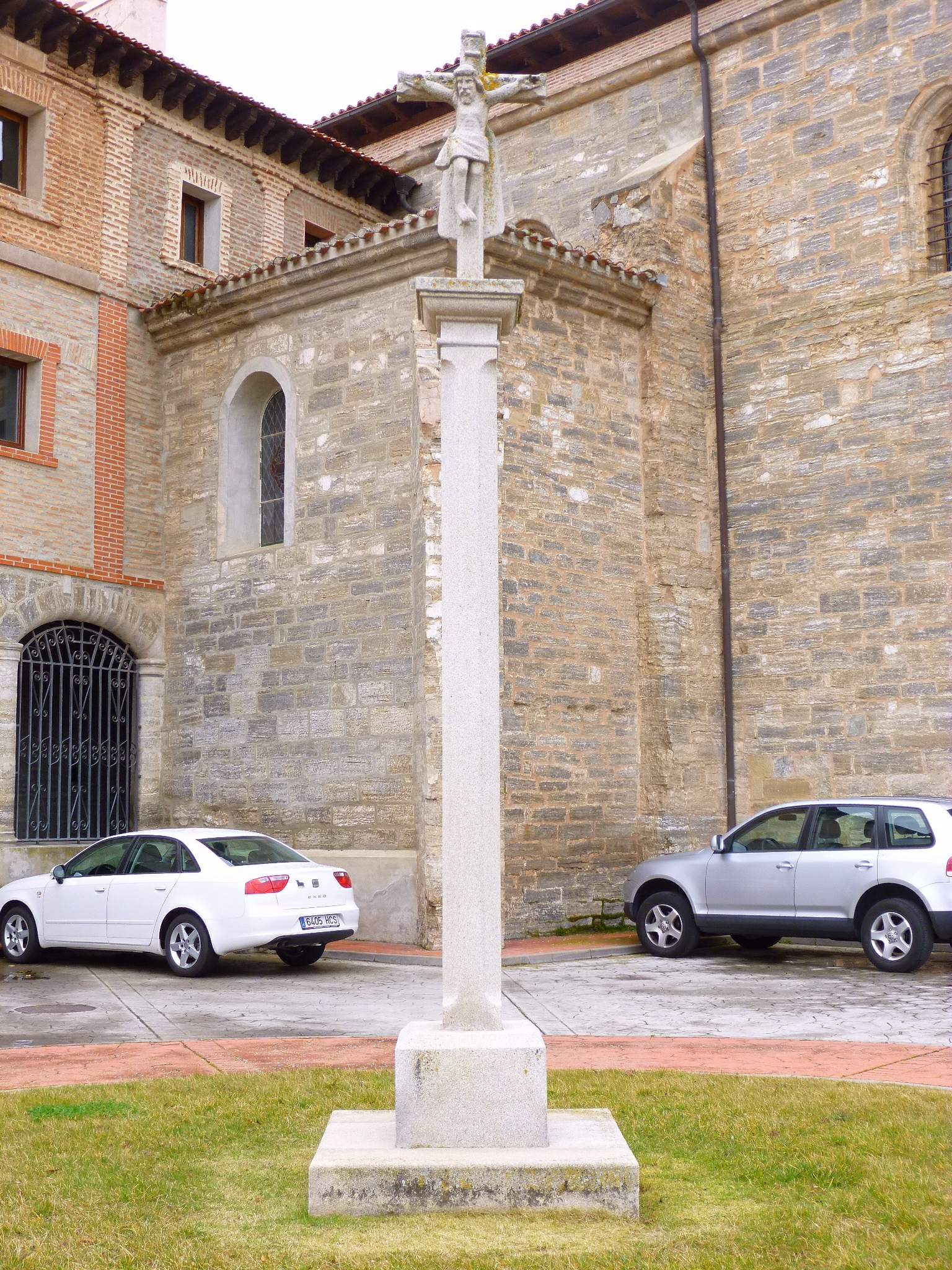
Crucero
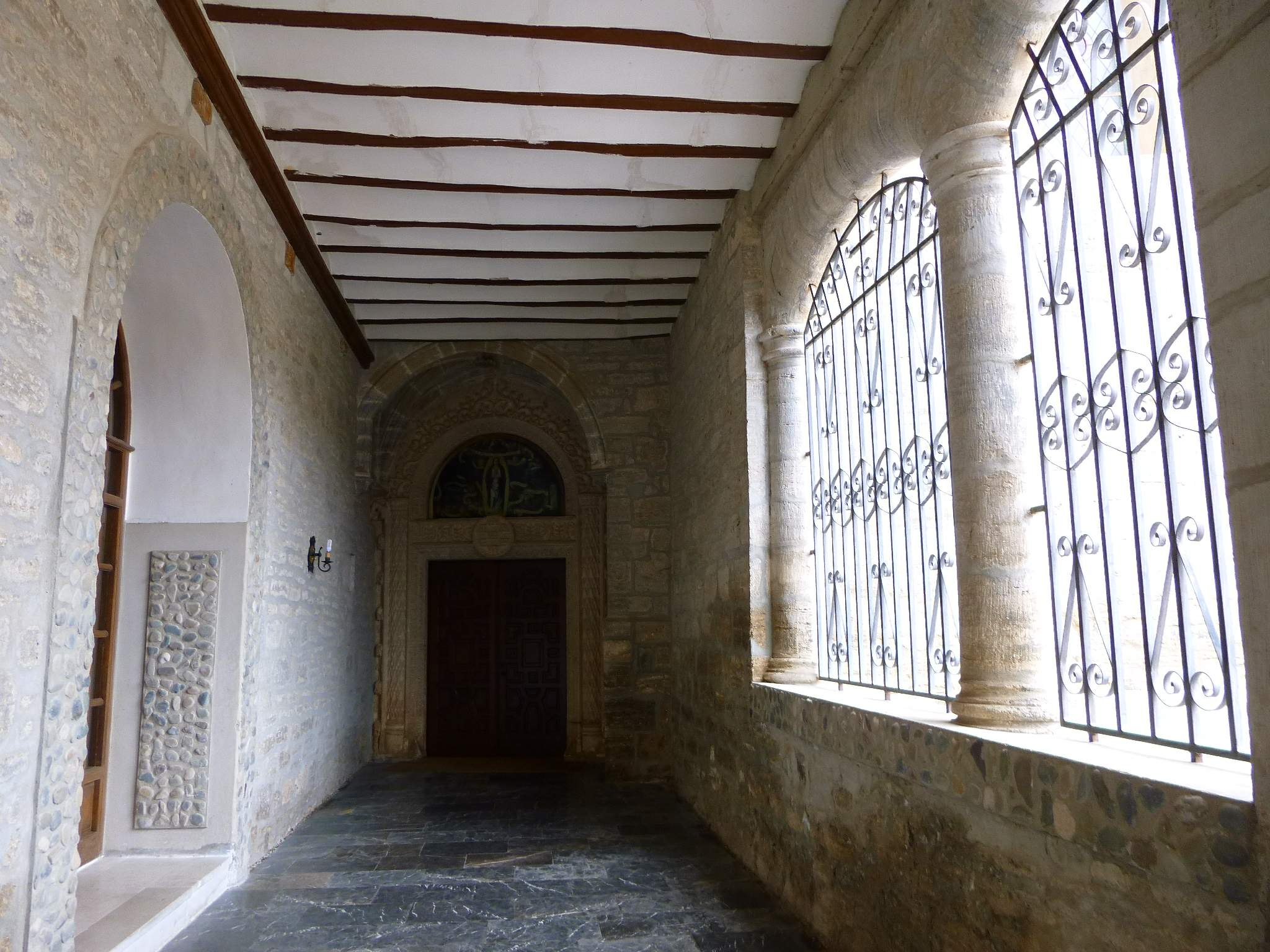
Atrio
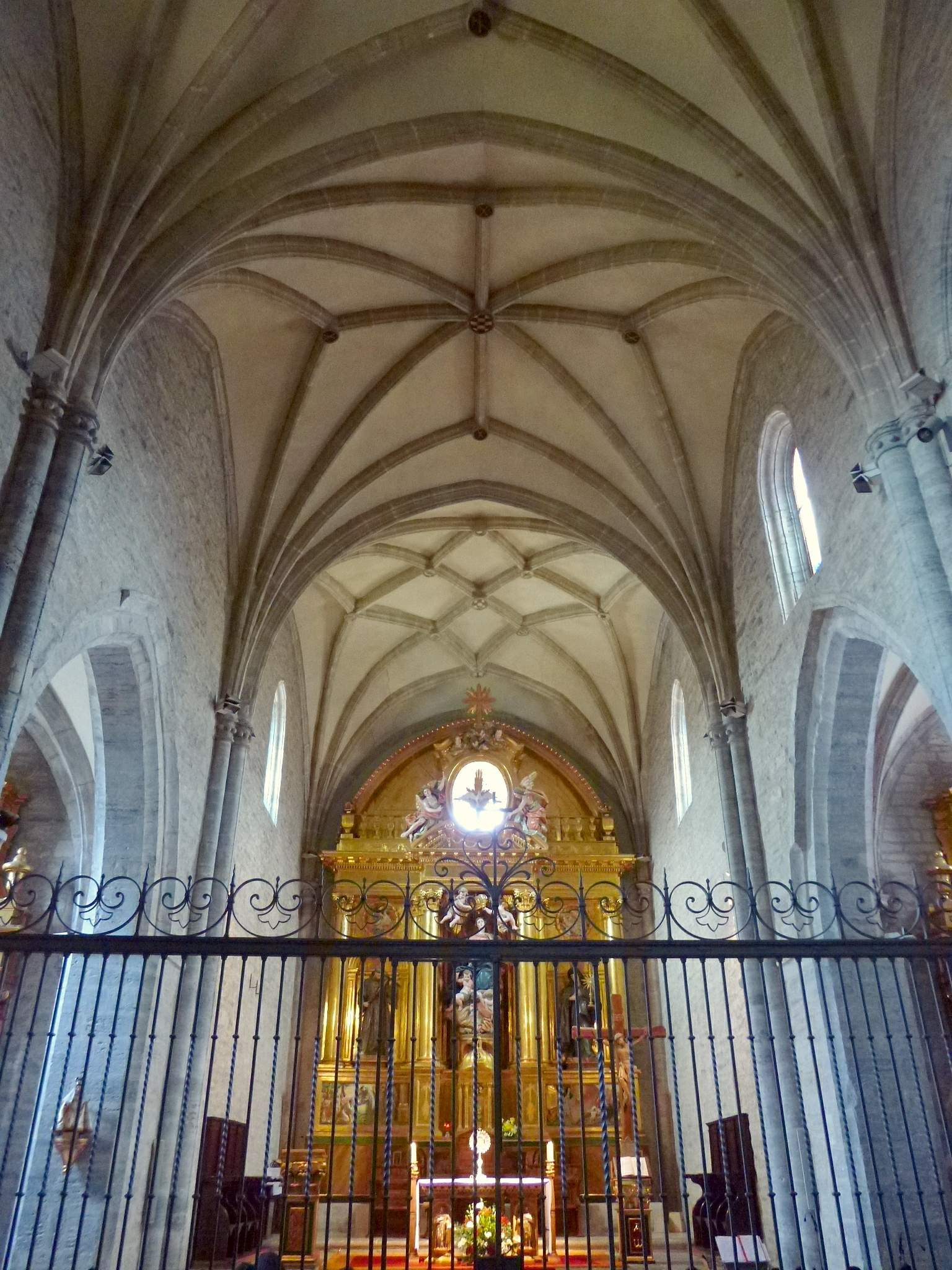
Iglesia
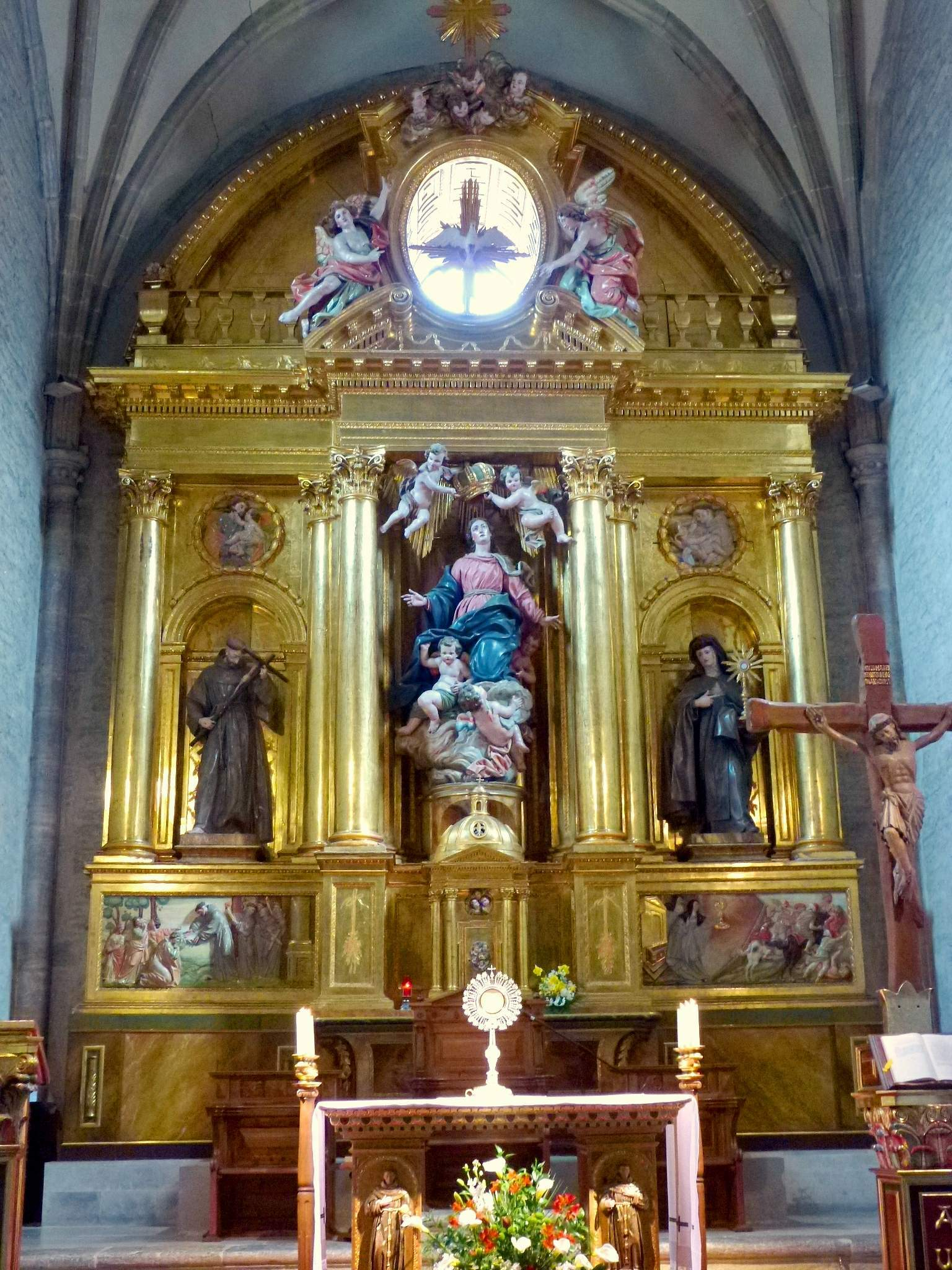
Retablo mayor
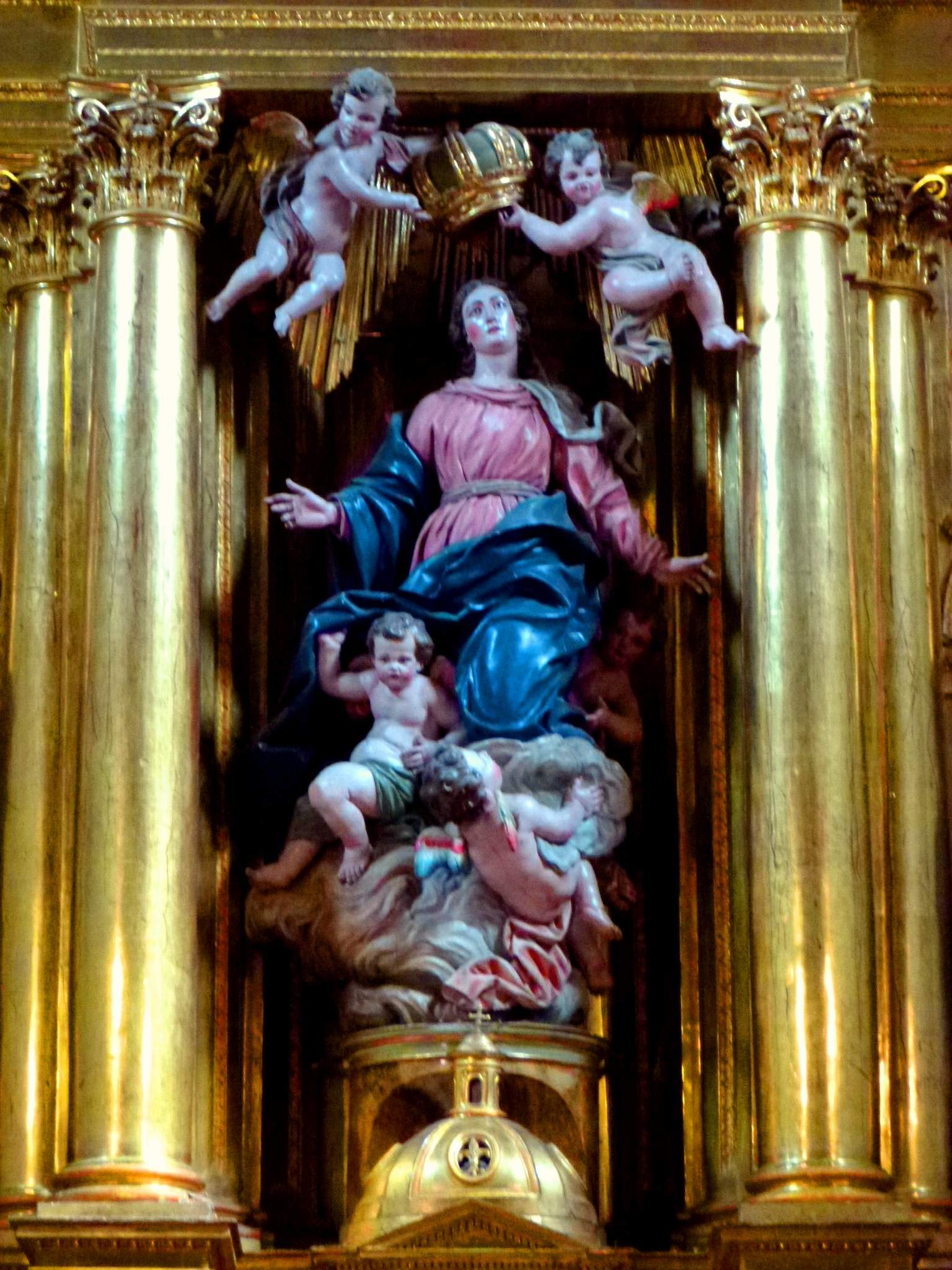
Nta. Sra. de la Asunción
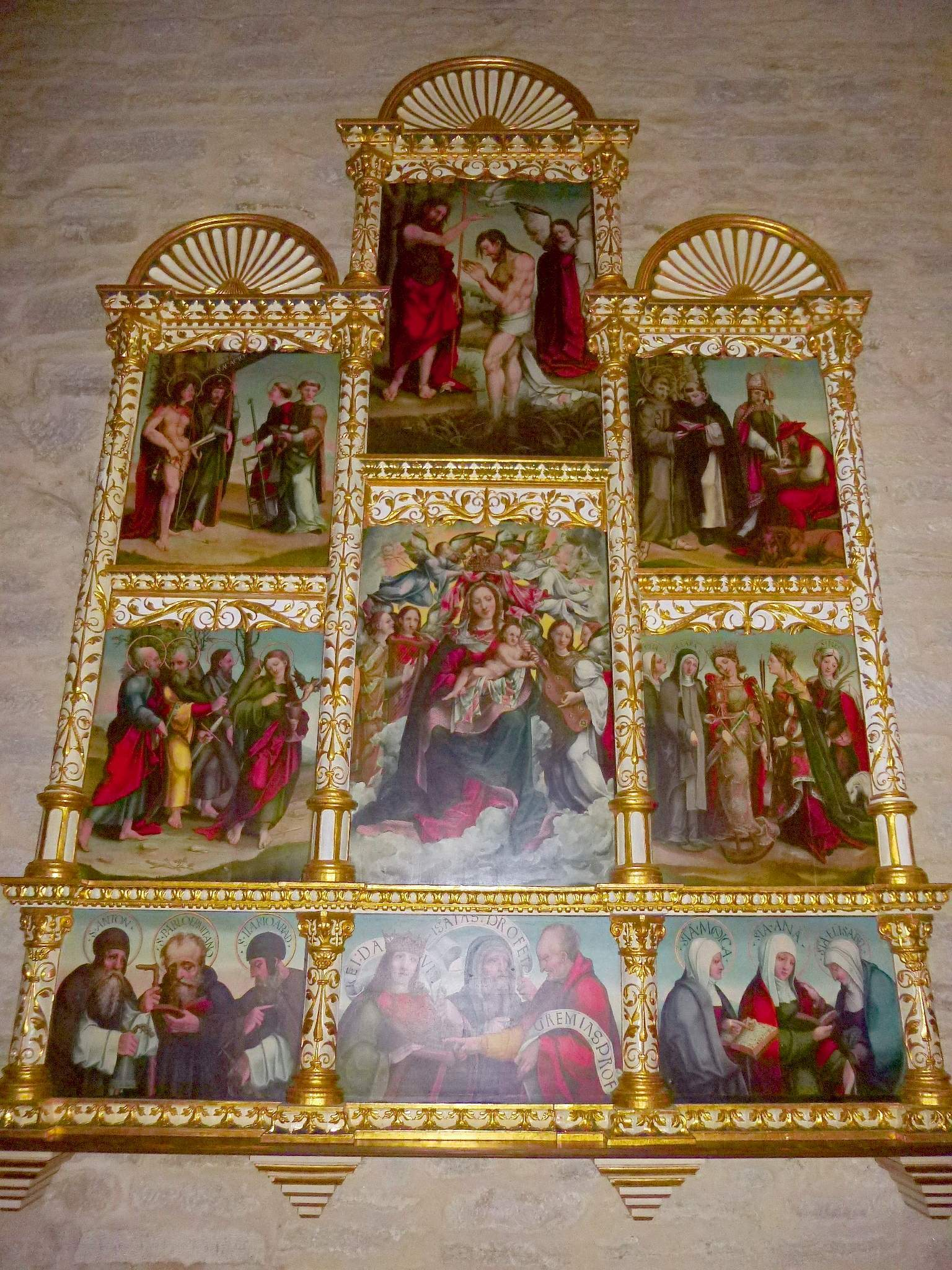
Retablo
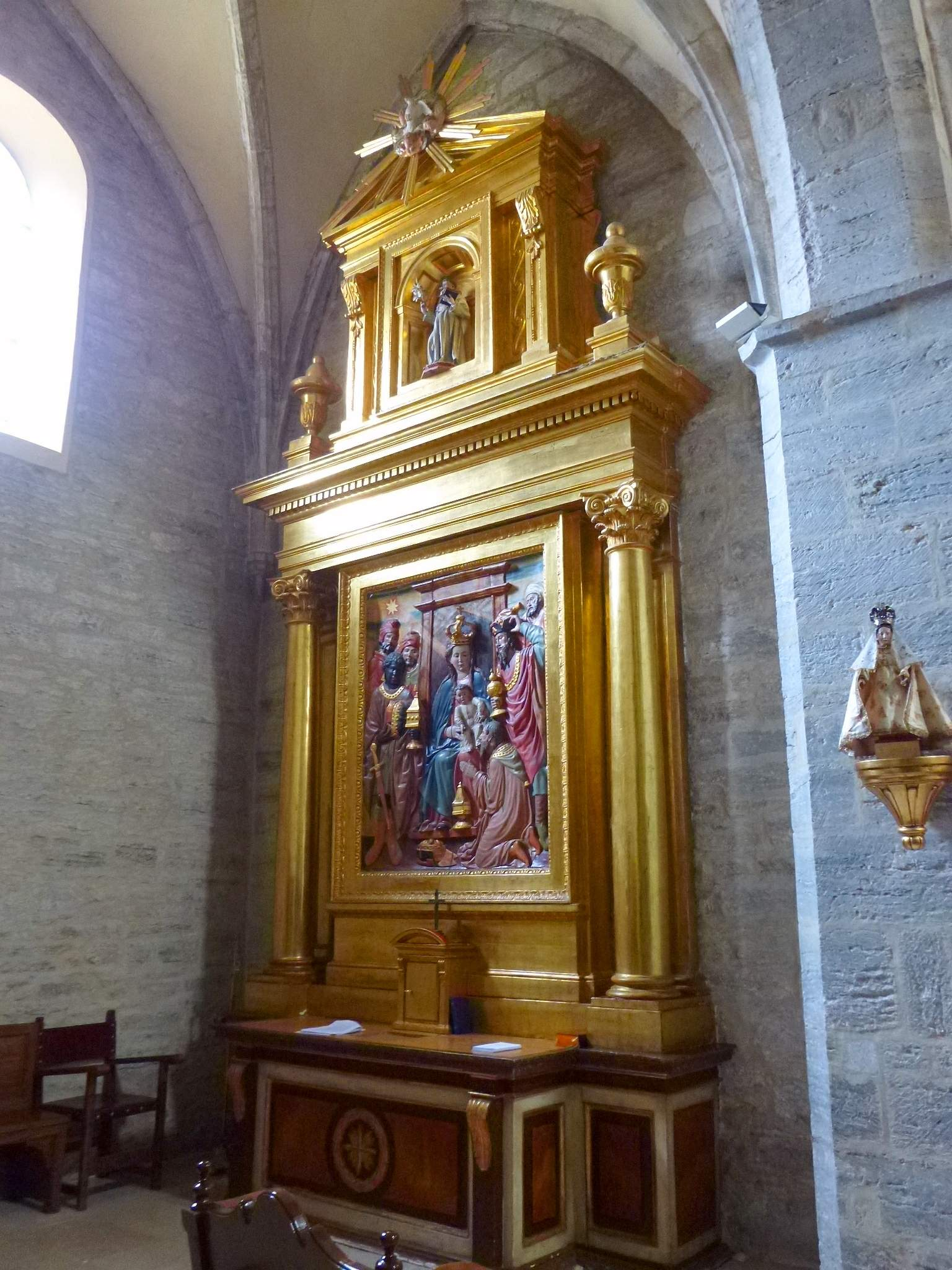
Retablo
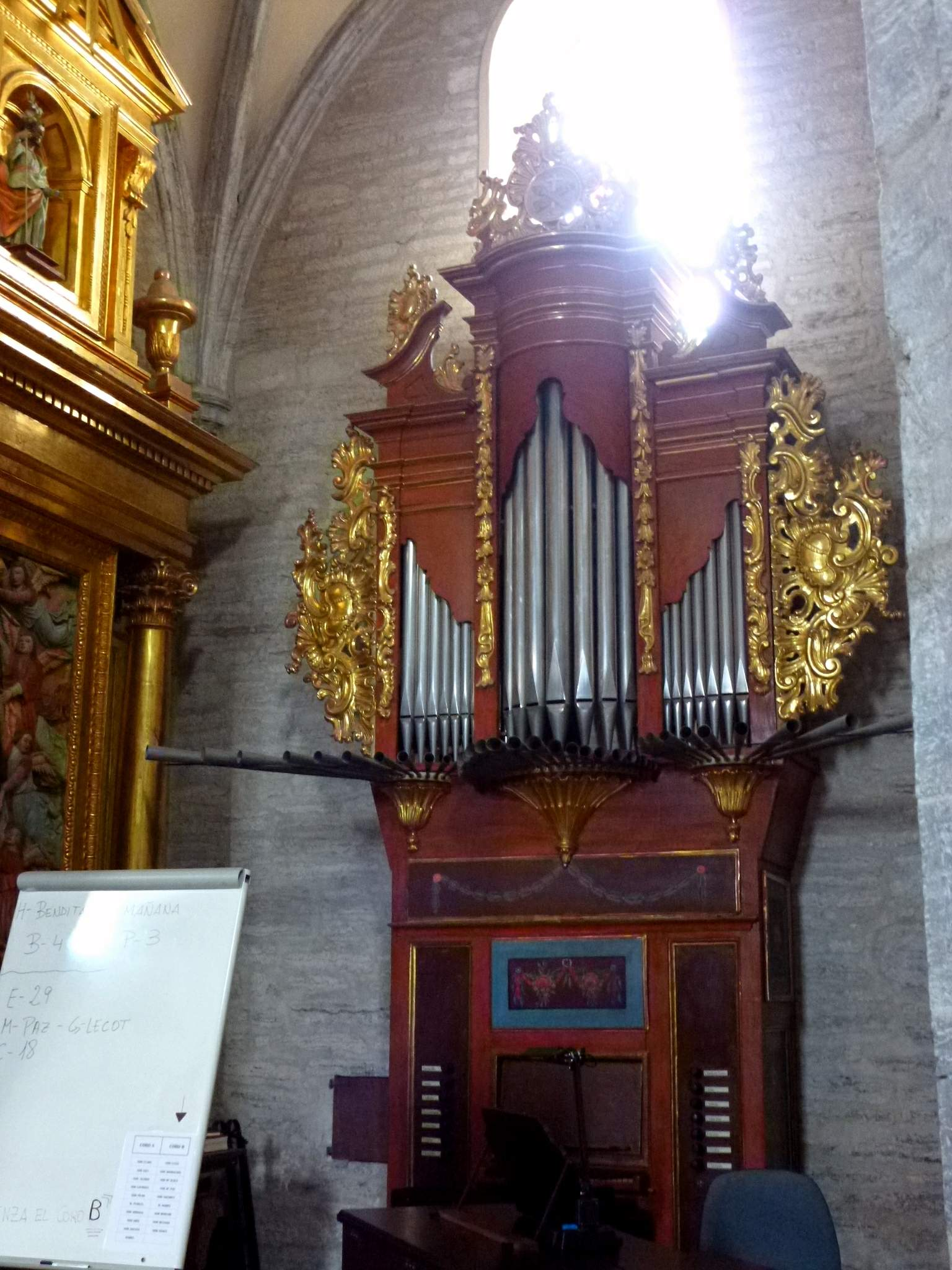
Órgano
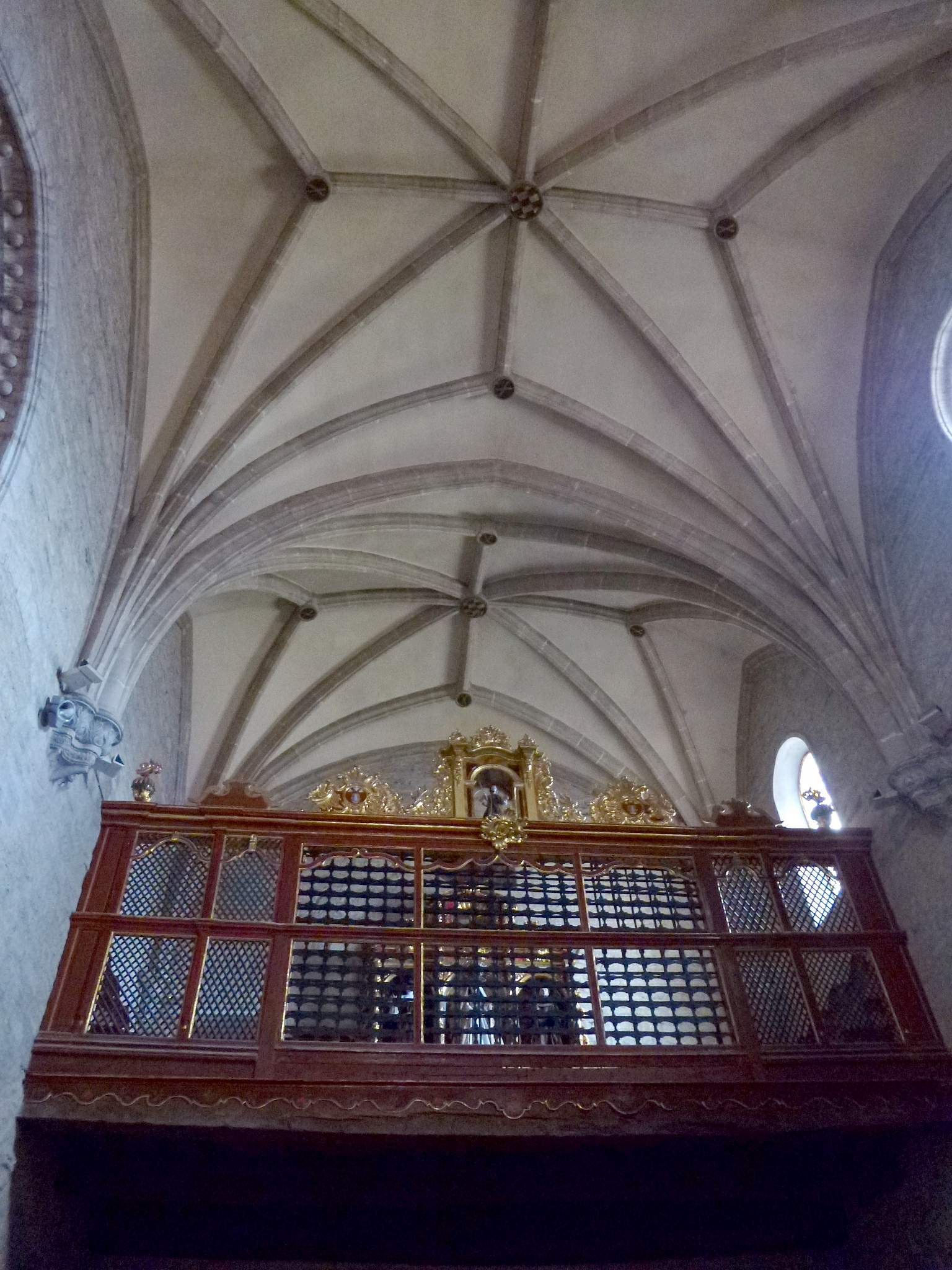
Coro